# 二条良実
二条 良実（にじょう よしざね）は、鎌倉時代中期の公卿。通称は福光園関白（ふっこうえん かんぱく）。極位極官は従一位関白左大臣。
摂政関白左大臣九条道家の次男、母は太政大臣西園寺公経の女。兄に摂政関白左大臣九条教実、弟に四代鎌倉将軍藤原頼経、摂政関白左大臣一条実経、子に左大臣二条道良、権大納言二条教良、関白左大臣二条師忠、非参議二条経通、摂政左大臣二条兼基がいる。

## 来歴
父と母方の祖父が朝廷の実力者であったことから、数え15の若さで従三位となり、20の時に内大臣となる。ところが父道家は良実をあまり愛さず、むしろその弟にあたる一条実経を偏愛するようになる。それでもこの頃の朝廷では祖父で関東申次の西園寺公経が道家を上回る実力を持っていたこともあって、後嵯峨天皇が践祚した仁治3年（1242年）には公経の推薦で関白に任じられるまでに至った。
良実を巡っては九条家と西園寺家の関係にも影響が及んだ。後嵯峨天皇の即位後、西園寺公経は道家を無視して孫の姞子を天皇に入内させて中宮に立てることに成功することで、娘婿である道家との協調関係が対立へと転じたが、それを可能としたのは孫の良実を自分の側に置いたことで摂関家との全面対決という構図が避けられたことによる。更に姞子の叔母にあたる四条灑子を良実に嫁がせることで、公経の嫡男実氏と良実は義兄弟ということになった。
ところが公経が死去すると朝廷は道家によって掌握され、このため寛元4年（1246年）1月に後深草天皇への譲位が決まると、父の命によりやむなく関白を実経に譲ることを余儀なくされた。
この年鎌倉では、北条一門の名越光時が前将軍の頼経を擁して執権北条時頼に謀反を起こす計画が事前に発覚して関係者が処分されるという事件が起こった（宮騒動）。頼経は京都に送還されることとなり、この一件で父の道家も朝廷から去ることが避けられなくなり、またこれにともなって実経までもが関白辞任を余儀なくされるにいたった。良実は父と疎遠な関係にあったことからこの時の処分には含まれなかったが、これを道家は良実が時頼と内通して自分たちを貶めたと猜疑し、良実を義絶してしまった。
やがて、道家が死ぬと再び勢力を盛り返し、弘長元年（1261年）には再び関白となる。また、実経も父の遺言を無視して良実と和解する。文永2年（1265年）に関白職を弟の実経に譲ったが、なおも内覧として朝廷の実権を掌握した。文永7年（1270年）11月11日、病気のために出家して行空と号し、同月29日に55歳で薨去した。法号：普光園院。
良実は居所を二条京極第に置いたことから、良実を祖とする五摂家の系統は二条家と号した。ただし『平戸記』などの当時の記録によって確認できる良実の邸は二条富小路である。

## 官職および位階等の履歴
日付は旧暦による。
- 嘉禄2年 (1226年) - 12月13日元服、正五位下に叙位。12月16日侍従に任官。
- 嘉禄3年 (1227年) - 1月26日右近衛少将に転ず。12月25日右近衛中将に転ず。
- 安貞2年 (1228年) - 1月5日従四位下に昇叙、右近衛中将は元の如し。2月1日播磨介を兼ねる。
- 安貞3年 (1229年) - 1月5日正四位下に昇叙、右近衛中将は元の如し。改元して寛喜元年10月29日従三位に昇叙、右近衛中将は元の如し。
- 寛喜2年 (1230年) - 1月24日伊予権守を兼ねる。2月8日正三位に昇叙、右近衛中将と伊予権守は元の如し。
- 寛喜3年 (1231年) - 3月6日従二位に昇叙、右近衛中将と伊予権守は元の如し。3月25日権中納言に転じ、右近衛中将は元の如し。4月29日正二位に昇叙、権中納言と右近衛中将は元の如し。10月28日秀仁親王の春宮権大夫を兼ねる。
- 貞永元年 (1232年) - 10月4日秀仁親王即位（四条天皇）により春宮権大夫を止む。
- 貞永2年 (1233年) - 4月8日左近衛大将を兼ね、右近衛中将を止む。
- 文暦2年 (1235年) - 6月17日権大納言に転じ、左近衛大将は元の如し。10月2日内大臣に転ず。10月3日左近衛大将は元の如し。
- 嘉禎2年 (1236年) - 6月9日従一位に昇叙、右大臣に転じ、左近衛大将は元の如し。
- 嘉禎4年 (1238年) - 1月26日左近衛大将を辞す。7月24日左大臣に転ず。
- 仁治3年 (1242年) - 1月20日関白宣下、藤原氏長者宣下、左大臣は元の如し。
- 寛元2年 (1244年) - 6月1日左大臣を辞す。
- 寛元4年 (1246年) - 1月28日関白を辞す。
- 弘長元年 (1261年) - 4月29日再度関白宣下。
- 文永2年 (1265年) - 4月18日関白を辞す。7月16日内覧宣下。
- 文永5年 (1268年) - 12月27日内覧を辞す。
- 文永7年 (1270年) - 11月11日出家し、行空と号す。11月29日薨去。

## 系譜
- 父：九条道家
- 母：西園寺掄子（太政大臣西園寺公経女）
- 室：四条灑子（権大納言四条隆衡女）
  - 長男：二条道良 (1234-1259)
- 室：（非参議坊門親仲女）
  - 三男：二条師忠 (1254-1341) - 継嗣となる
- 室：（非参議藤原隆保女）
  - 二男：二条教良 (1234-?) - 別家を立てる
- 室：藤原程子（左少将藤原基信女）
  - 男子：二条兼基 (1267-1334) - 二条師忠の養子となり、本家を継ぐ。
- 生母不明
  - 四男：二条経通 (1255-?)
  - 男子：二条経忠
  - 男子：道玄 (1237-1304) - 青蓮院10代門跡、天台座主、准三后
  - 男子：道瑜 (1256-1309) - 園城寺長吏、熊野三山検校、准三后
  - 男子：尋源 - 本覚院門跡
  - 男子：道潤 - 天台座主、本覚院門跡
  - 男子：良宝
  - 男子：道乗
  - 女子：三条公親の養女、徳大寺公孝室、実孝母
  - 女子：源彦仁の妻、忠房親王の母